# La Celle-Saint-Cyr
La Celle-Saint-Cyr é uma comuna francesa na região administrativa de Borgonha-Franco-Condado, no departamento de Yonne. Estende-se por uma área de 18,43 km². Em 2010 a comuna tinha 829 habitantes (densidade: 45 hab./km²).